# 金子達仁のSports Press
フレッツ光 金子達仁のSports Press（フレッツひかり かねこたつひとのスポーツプレス）は、ニッポン放送で2005年4月3日から2006年3月26日の毎週日曜23時 - 23時20分に放送したスポーツ評論番組である。

## 概要
番組は大きく2部構成で、前半は金子達仁（スポーツジャーナリスト）が最近のスポーツの話題から一つ取り上げて評論を展開するコラムコーナー。後半は毎月スポーツマンを1人ずつゲストに招き、スポーツ選手の核心、勝負に対するこだわりなどを掘り下げる対談のコーナーで構成されている。またニッポン放送が発行するスポーツ専門のフリーペーパー&インターネットサイト「スポプレ」とのタイアップ企画も行われる。

## 過去のゲスト一覧
肩書きはインタビューを受けた当時のもの。

### 2005年
- 4月 小久保裕紀（プロ野球選手・読売ジャイアンツ現福岡ソフトバンクホークス）
- 5月 長谷川穂積（プロボクサー）
- 6月第1、2週 中西哲生（元サッカー選手・現サッカー解説者 W杯最終予選サッカー日本代表特集）
- 6月第3週〜7月第2週 小林雅英（プロ野球選手・千葉ロッテマリーンズ）
- 7月第3〜5週 亀田興毅（プロボクサー）
- 8月 岩隈久志（プロ野球選手・東北楽天ゴールデンイーグルス）
- 9月第1・3週（第2週休止=衆議院選挙のため） 青木宣親（プロ野球選手・ヤクルトスワローズ）
- 9月第4週〜10月第2週 阿部勇樹（サッカー選手・ジェフユナイテッド市原・千葉）
- 10月第3〜5週 宮本恒靖（サッカー選手・ガンバ大阪）
- 11月 平尾誠二（ラグビー指導者・神戸製鋼コベルコスティーラーズゼネラルマネージャー）
- 12月第1、2週 高田延彦（プロレスラー PRIDE統括本部長）
- 12月第3、4週 大黒将志（サッカー選手・ガンバ大阪）

### 2006年
- 1月第1〜4週 澤穂希（女子サッカー選手 日テレ・ベレーザ）
- 1月第5週〜2月第3週 清宮克幸（ラグビー指導者 早稲田大学ラグビー部監督）
- 2月第4週、3月第1週 二宮清純（スポーツ評論家）
- 3月第2〜4週 川口能活（サッカー選手 ジュビロ磐田ゴールキーパー）